# ジェンダークィア

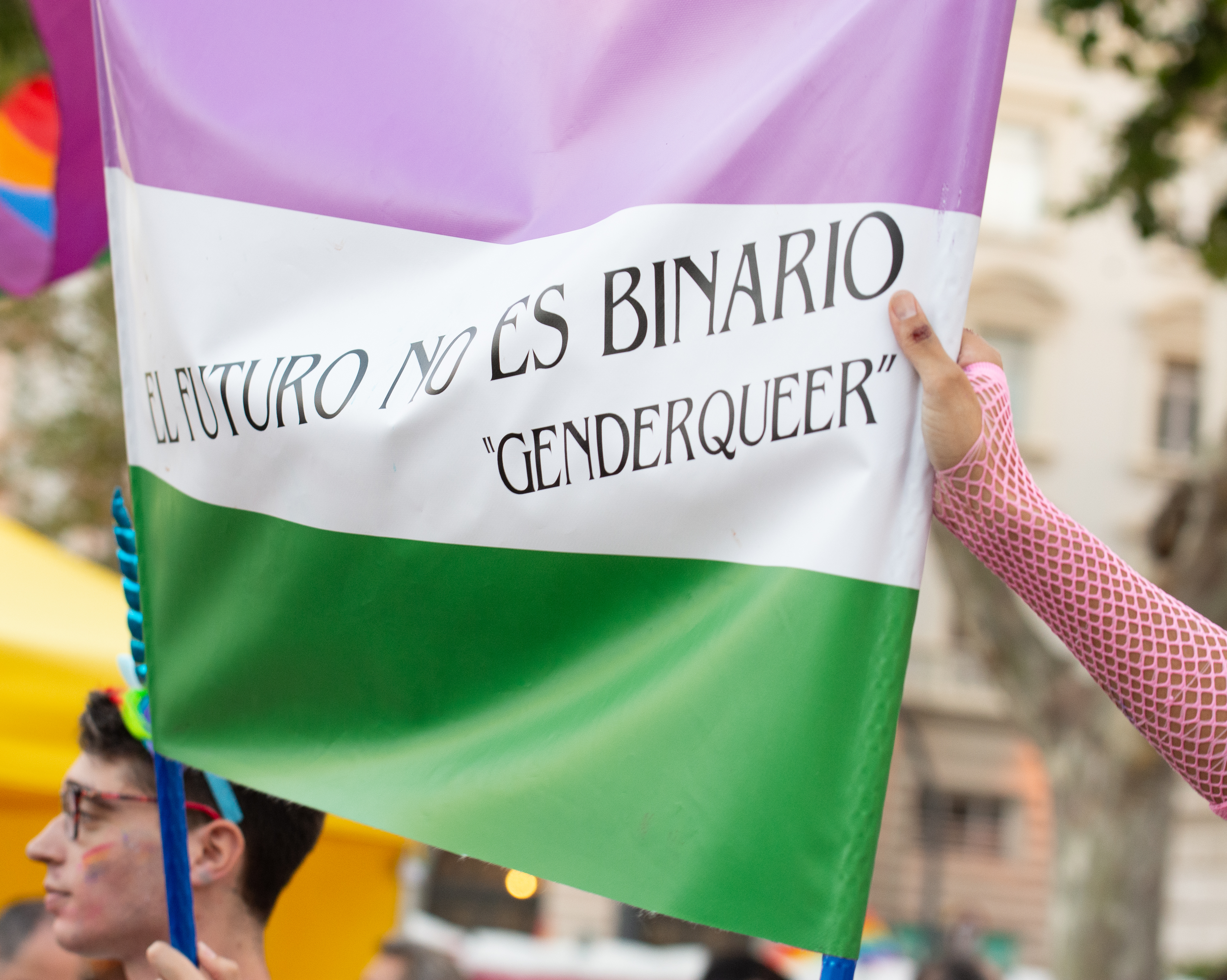
ジェンダークィアのプライド・フラッグ

ジェンダークィア（英: genderqueer）は、性別二元論に当てはまらない性同一性のことを指す。

## 概説
多くの人では出生時に割り当てられた性別と同じ性同一性を生涯を通して感じており、たいていは男性もしくは女性である。しかし、中にはそうでない人もおり、男女の性別二元論の規範から外れた性同一性を持つことがある。そうした人々は、ノンバイナリー、バイジェンダー、アジェンダー、ジェンダー・フルイドなど個別のラベルを用いることもある。すべてのジェンダークィアの人がトランスジェンダーであると認識するわけではない。
ジェンダークィアの人のジェンダー表現は人それぞれで異なり、服装がより男性的な人もいれば、より女性的な人もいて、中性的な外見を好むこともある。
ジェンダークィアという用語は1990年代に使われるようになった。